# Volcom Entertainment
Volcom Entertainment es un sello discográfico estadounidense perteneciente a la compañía de ropa skate, surf y snow Volcom.

## Historia
Fue fundada por Ryan Immegart, guitarrista de theLINE, y Richard Woolcott, fundador de Volcom, en 1995 en Newport Beach, California. Actualmente tiene su sede en Costa Mesa, California.
Originariamente comenzó para costear los discos de theLINE, grupo de punk rock de Immegart, pero a medida que Volcom se expandía internacionalmente, su sello comenzó a conseguir captar nuevos grupos como Pepper, Arkham, CKY o Vaux. Actualmente cuenta con trece bandas, entre las que destacan Pepper y Guttermouth, las dos que han alcanzado mayor éxito. Los hawaianos Pepper ficharon en 2006 por Atlantic para publicar su cuarto disco, No Shame. Pero en 2007 regresaron a Volcom Entertainment para lanzar un recopilatorio. CKY también fichó por una "grande" en 2001, por Island Records.
Por trayectoria y prestigio, Guttermouth es el grupo estandarte de Volcom Entertainment. Guttermouth es una banda de punk rock que lleva en la escena desde 1989, con doce álbumes en su carrera y ha trabajado con sellos del nivel de Nitro Records, Kung Fu Records y Epitaph.
Volcom Entertainment tiene una presencia habitual desde 1997 en el prestigioso Vans Warped Tour, festival del punk rock y rock alternativo estadounidense, donde cuenta con un escenario particular. También forma parte de la familia de sellos discográficos EastWest Records.

## Catálogo de bandas
A continuación se muestra el listado de bandas que han trabajado en el pasado con Volcom Entertainment y las que siguen actualmente en el sello:
- A Faith Called Chaos
- Another Damn Disappointment
- Arraya
- Arkham
- ASG
- Birds of Avalon
- Con$umer$
- Die Hunns
- Dorothy Sanchez
- Goons Of Doom
- Guttermouth
- Pepper
- Places To Park
- The Riverboat Gamblers
- Single Frame
- Year Long Disaster
- ((sounder))
- The Goons of Doom
- theLINE
- Totimoshi
- Valient Thorr
- Vaux
- Year Long Disaster